# Azotat de cupru (II)
Azotatul de cupru (II), numit și azotat cupric, este o sare a cuprului divalent cu acidul azotic cu formula chimică Cu(NO3)2. Se cunosc patru forme ale azotatului de cupru: anhidră, trihidrată, hexahidrată și nonahidrată. 

## Preparare
Azotatul de cupru poate fi preparat prin reacția dintre cuprul metalic și azotatul de argint: 
{\displaystyle \mathrm {Cu+2AgNO_{3}\longrightarrow 2Ag+Cu(NO_{3})_{2}} }
O altă reacție posibilă este cea dintre cupru și acid azotic, obținându-se azotat de cupru, monoxid de azot și apă: 
{\displaystyle \mathrm {3Cu+8HNO_{3}\longrightarrow 3Cu(NO_{3})_{2}+2NO+4H_{2}O} }
Azotatul de cupru anhidru nu se poate obține prin deshidratare, dar poate fi rezultat în urma reacției dintre cupru și tetraoxid de azot în acetat de etil. Se obține o sare cu formula Cu(NO3)2·N2O4 care, încălzită, devine azotat de cupru anhidru. 